# Savage Amusement
Savage Amusement – dziesiąty studyjny album Scorpions wydany w roku 1988. Przez wielu uważany za najgorszy LP grupy, głównie ze względu na słabe,"plastikowe" brzmienie.

## Lista utworów
1. "Don't Stop at the Top" – 4:03
2. "Rhythm of Love" – 3:47
3. "Passion Rules the Game" – 3:58
4. "Media Overkill" – 3:32
5. "Walking on the Edge" – 5:05
6. "We Let It Rock... You Let It Roll" – 3:38
7. "Every Minute Every Day" – 4:21
8. "Love on the Run" – 3:25
9. "Believe in Love" – 5:20

## Twórcy albumu
- Klaus Meine – wokal
- Rudolf Schenker – gitara rytmiczna
- Matthias Jabs – gitara solowa
- Francis Buchholz – gitara basowa
- Herman Rarebell – perkusja
- Dieter Dierks – producent